# Biotina
La biotina, vitamina H, vitamina B₇; (Biotina deriva del grec bios: vida)és una vitamina termoestable, soluble en l'aigua, i també en alcohol i susceptible a l'oxidació, intervé en el metabolisme dels glúcids, lípids, aminoàcids purines. La biotina és important com un cofactor en la catàlisi de reaccions metabòliques essencials per sintetitzar àcids grassos, en la gluconeogènesi i en el metabolisme de la leucina.
Està composta d'un anell ureid (imidazolínic) fusionat amb un anell tetrahidrotiofè. Un àcid valèric substitut és unit a un dels àtoms de carboni de l'anell tetrahidrotiofè.
Va ser descobert a partir de 1916 per les observacions de Bateman dels canvis de salut en rates alimentades amb clara d'ou crua.

## Funció
La biotina es troba en la cèl·lula unida amb la lisina (un aminoàcid) formant la biocitina; la biocitina s'uneix covalentment a determinats enzims relacionats amb la formació o la utilització del diòxid de carboni, i exerceix funció de coenzim: actua en la transferència (acceptor i donador) de diòxid de carboni en nombroses carboxilases:
- Acetil-CoA carboxilasa alfa i beta
- Metilcrotonil-CoA carboxilasa
- Propionil-CoA carboxilasa
- Piruvat carboxilasa

Tots aquests enzims són essencials en els processos de duplicació cel·lular.

## Carència
Pot ser deficitària en individus que reben alimentació parenteral total durant diversos anys. Els símptomes provoquen èczema, dermatitis seca i descamativa, pal·lidesa, nàusea, vòmits, gran cansament i depressió.
La carència de biotina és rara, ja que aquesta vitamina es troba en els aliments i els requeriments diaris són baixos, entre 200 i 300 μg per dia.